# ガリレイの生涯

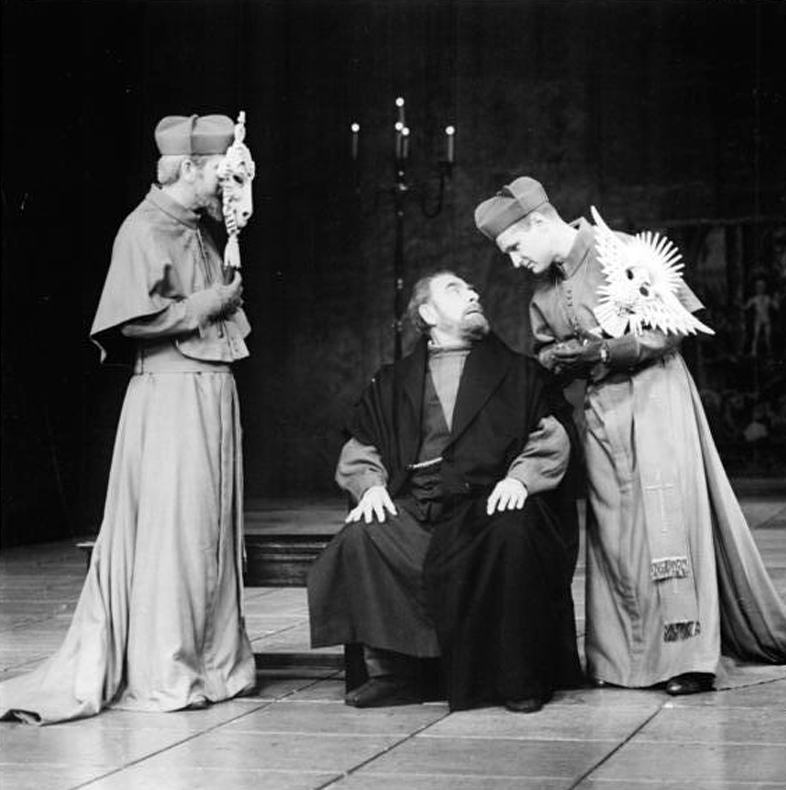
1971年のベルリナー・アンサンブルによる舞台。中央のガリレイを演じているのはヴォルフガング・ハインツ。

『ガリレイの生涯』（独：Leben des Galilei）は、ベルトルト・ブレヒトの戯曲。1943年9月9日、チューリヒにて初演された。イタリアの自然科学者ガリレオ・ガリレイの生涯を題材に科学と権力との問題を扱う。

## 梗概
全体は15景からなり、ガリレイの後半生30年が描かれる。1609年、ガリレイは学問の都ヴェネツィアで教職に就いているが、待遇が悪く研究に満足に打ち込むことができない。待遇改善のために新型の望遠鏡を大学に売り込むなどしたあと、その望遠鏡で土星の衛星を発見し、これで天動説を覆すことができると意気込む。そしてヴェネツィアを捨てて待遇のよいフィレンツェの宮廷に移るが、宮廷学者たちは望遠鏡をのぞくことすらしない。地動説を唱え続けたガリレイは、1616年になってようやく教皇庁の研究者からもその説を認められるが、まもなく研究の自由の代わりに地動説の研究の破棄を求められる。
それから8年の間、ガリレイは地動説の研究と発表をやめ、弟子たちや娘ヴィルジーニアとともに別の科学研究に没頭していた。そこに新たな教皇として知人の天文学者バルベリーニが選ばれたという報が入り、ガリレイはふたたび地動説の研究に着手する。そして民衆向けのパンフレットで自説を流布したことによって、ガリレイの地動説はその後10年の間に人々の間に広まるが、バルベリーニは科学よりも既成の秩序を選び、ガリレイを異端審問にかける。拷問を突きつけられたガリレイは自説を撤回し、失望した弟子のアンドレアから「英雄のいない国は不幸だ」という言葉で非難されると、「ちがう、英雄を必要とする国が不幸なのだ」と答える。
しかし、学説撤回は教会を欺く手段に過ぎず、幽閉下のガリレイは娘の監視の目を盗みながら『新科学対話』を完成させる。アンドレアはガリレイの策略に気づかなかった自分の不明を彼に詫びるが、ガリレイは自分の取った方便が結果として、民衆の手になるはずの科学を権力の手に渡すことになったとして自らを断罪する。

## 成立と上演
この作品の初稿は1938年、ナチス政権下のドイツからデンマークへの亡命中に書き上げられた。初稿では『新科学対話』を書き上げるためにガリレイがとった見せかけの恭順を一種の抵抗戦略として肯定的に書かれていたが、ブレヒトはその後、アメリカで原爆投下のニュースを聞いて考えをあらため、科学研究が自己目的と化し、結果的に権力側に与することになったガリレイの自己断罪が強調される形に書き換えられた。またこの意図のために、アンドレアが『新科学対話』を国外に運び出す場面が描かれる最終景はカットされて上演されるのが通例となっている。
改稿版はチャールズ・ロートン主演でまずアメリカで上演されたが、評判にはならなかった。その後、ブレヒト自身の劇団ベルリナー・アンサンブルで、ブレヒトとエーリヒ・エンゲルとの共同演出による上演が企画され、1955年から稽古に入っていたが、ブレヒトは翌年に死去したため、翌年のこの上演を目にすることはできなかった。これらの稽古記録はロートン主演時の記録と合わせて、本作の上演の「モデルブック」として出版されている。ベルリナー・アンサンブルの上演が成功して以降は、核時代の科学と政治の問題を扱った劇として注目され、世界中で上演が行われた。日本では1958年、千田是也の訳・演出で俳優座にて初演されている。